# كريستين ديفي
كريستين ديفي (بالإنجليزية: Christine Davy)‏ (ولدت في 7 أغسطس 1934) وهي متزلجة أسترالية سابقة في جبال الألب شاركت في الألعاب الأولمبية الشتوية 1956 والألعاب الأولمبية الشتوية 1960.

## حياتها المُبكرة
ولدت ديفي في سيدني إلى آشلي أوزبورن دافي وإليزابيث ديوشار من إيدجكليف، نيو ساوث ويلز. كان والدها جراح أنف وأذن وحنجرة حصل على الـ MVO لخدماته للأمير هنري دوق جلوستر وعائلته، بينما كان الحاكم العام لأستراليا. كانت والدتها ابنة وليام ديوشار جوردون من منار ، بالقرب من بريدوود، نيو ساوث ويلز. درست ديفي في مدرسة فرينشام.

## سجلها الأولمبي
في عام 1956 ، جاءت في المرتبة 39 و 33 و 37 في التزلج من بين 47 و 48 و 49 من الداخلين.
في عام 1960 ، جاءت 27 و 32 و 29 من بين 46 و 45 و 44 منافسة.

## في مجال الطيران
بعد تقاعدها من التزحلق على الجليد، أصبحت رائدة طيران مع شركة Connellan Airways. كانت أول امرأة أسترالية تحمل رخصة طيار النقل الجوي من الدرجة الأولى. في عام 1963 ، تلقت ديفي جائزة نانسي بيرد عن خدمتها في الطيران من رابطة الطيارين الأستراليات. في عام 1974، أصبحت كريستين ديفي أول امرأة في أستراليا تعمل كطيارة في شركة طيران ركاب، كونير والتي كان مقرها في أليس سبرينغز.

## جوائز
- رتبة الإمبراطورية البريطانية — مُنحت الرتبة في 1 يناير 1970 تقديراً لخدمتها في مجال الطيران المدني.[7]

## روابط خارجية
- كريستين ديفي على موقع أوليمبيديا (الإنجليزية)
- كريستين ديفي على موقع اللجنة الأولمبية الأسترالية (الإنجليزية)